# Umbuzeiro (microregio)
Umbuzeiro is een van de 23 microregio's van de Braziliaanse deelstaat Paraíba. Zij ligt in de mesoregio Agreste Paraibano en grenst aan de microregio's Cariri Oriental, Campina Grande, Itabaiana, Médio Capibaribe (PE) en Alto Capibaribe (PE). De microregio heeft een oppervlakte van ca. 1.168 km². In 2006 werd het inwoneraantal geschat op 52.345.
Vijf gemeenten behoren tot deze microregio:
- Aroeiras
- Gado Bravo
- Natuba
- Santa Cecília
- Umbuzeiro

Mesoregio's: Agreste Paraibano · Borborema · Mata Paraibana · Sertão Paraibano

Microregio's: Brejo Paraibano · Cajazeiras · Campina Grande · Cariri Ocidental · Cariri Oriental · Catolé do Rocha · Curimataú Ocidental · Curimataú Oriental · Esperança · Guarabira · Itabaiana · Itaporanga · João Pessoa · Litoral Norte · Litoral Sul · Patos · Piancó · Sapé · Seridó Ocidental · Seridó Oriental · Serra do Teixeira · Sousa · Umbuzeiro